# Райчо Райчев
Райчо Константинов Райчев – Вирсавиев е български юрист, писател и общественик.

## Биография
Роден е на 13 май 1885 година в София. Произхожда от богат род преселници от Тулча. Близък е с Пейо Яворов и като ученик се включва в четническото движение в Македония. Учи право в София и Женева между 1906 и 1910 година.
Директор на Народната библиотека в София между 1934 и 1944 година. През 1945 година е арестуван и изправен пред „Народен съд“ по обвинение, свързано с частичното унищожаване на библиотеката, но е оправдан.
Между 1949 и 1959 година е интерниран в Ботевград. Почива на 30 май 1959 година в село Бистрица.